# 과분극
과분극(過分極 영어: hyperpolarization)이란 생체막 내외의 정상 전위차보다 더 커진 전위차, 다시 말해 분극 상태가 지나치게 심한 것을 말한다. 재분극되어가는 과정에 K+가 세포 외부로 이동하게 되어 K+ 때문에 세포 내부가 -, 세포 외부가 +로 되게 되는데 이때 분극 상태보다 그 전위차가 커지는 경우를 말한다.